# Sport Bissau e Benfica
Pour les articles homonymes, voir Benfica (homonymie).
Maillots
Actualités
Le Sport Bissau e Benfica est un club bissau-guinéen de football basé à Bissau.

## Histoire
Fondée en 1944 dans la capitale Bissau, il tire son nom de son homologue portugais, le SL Benfica de Lisbonne.
Le Sport Bissau e Benfica est l'une des équipes est plus de titrées de Guinée-Bissau.
Au niveau international, il a participé à 10 coupes continentales, dont il n'a jamais franchi le premier tour.

## Palmarès et records

### Palmarès
Le palmarès du Sport Bissau e Benfica est un des plus fournis du football bissau-guinéen, comptant treize championnats, dix coupes et quatre supercoupes.
| Compétitions nationales | Compétitions internationales |
| --- | --- |
| - Championnat de Guinée-Bissau (15) - Champion : 1977, 1979, 1980,1981, 1982, 1988, 1989, 1990, 2015, 2017, 2018, 2022, 2024, 2025 - Vice-champion : 1983, 1986, 1987, 1991, 1996, 2000, 2004, 2014, 2021, 2023 - Coupe de Guinée-Bissau (10) - Vainqueur : 1981, 1989, 1992, 2008, 2009, 2010, 2015, 2018, 2021, 2022 - Finaliste : 1979, 1982, 1983, 1985, 1988, 1991, 2006 - Supercoupe de Guinée-Bissau (4) - Vainqueur : 1985, 2010, 2015, 2022 - Finaliste : 2017, 2018, 2021, 2024 | - Coupe des clubs champions africains (0) - Meilleure performance : 1/16e (1978, 1980, 1981, 1983) - Coupe d'Afrique des vainqueurs de coupe (0) - Meilleure performance : Tour préliminaire (1986, 1993) - Coupe de la confédération (0) - Meilleure performance : Tour préliminaire (2007, 2009, 2010) |

### Participation aux compétitions africaines
Cette page présente l'historique complet des matchs africains disputés par le Sport Bissau e Benfica depuis 1978.
| Date | Tour              | Adversaire             | Score aller | Score retour | Compétition                             |
| ---- | ----------------- | ---------------------- | ----------- | ------------ | --------------------------------------- |
| 1978 | 1/16e             | Silures Bobo-Dioulasso | 7-0         | 3-2          | Coupe des clubs champions               |
| 1980 | 1/16e             | Stella Club d'Adjamé   | 0-4         | 2-3          | Coupe des clubs champions               |
| 1981 | 1/16e             | OC Agaza               | Forfait     | Forfait      | Coupe des clubs champions               |
| 1983 | 1/16e             | KAC de Kénitra         | Forfait     | Forfait      | Coupe des clubs champions               |
| 1986 | Tour préliminaire | Starlight Banjul       | 3-1         | 1-1          | Coupe d'Afrique des vainqueurs de coupe |
| 1990 | Tour préliminaire | AS Kaloum Star         | 2-0         | 1-0          | Coupe des clubs champions               |
| 1993 | Tour préliminaire | ASC SNIM               | forfait     | forfait      | Coupe d'Afrique des vainqueurs de coupe |
| 2007 | Tour préliminaire | Satellite FC           | 1-3         | [ 3 ]        | Coupe de la confédération               |
| 2009 | Tour préliminaire | ASC Yakaar             | 1-2         | 0-1          | Coupe de la confédération               |
| 2010 | Tour préliminaire | AS Baraka Djoma        | 0-0         | 2-3          | Coupe de la confédération               |

#### Bilan
Mise à jour avant la saison 2016
| Coupe                                   | Saisons | Matchs Joués | Victoires | Nuls | Défaites | Buts marqués | Buts encaissés | Différence de but |
| Coupe des clubs champions               | 5       | 6            | 0         | 1    | 5        | 4            | 20             | -16               |
| Coupe d'Afrique des vainqueurs de coupe | 2       | 2            | 0         | 1    | 1        | 2            | 4              | -2                |
| Coupe de la confédération               | 3       | 5            | 0         | 1    | 4        | 4            | 9              | -5                |
| TOTAL                                   | 10      | 13           | 0         | 3    | 10       | 10           | 33             | -23               |